# Livro Branco da Defesa Nacional (Portugal)
O Livro Branco da Defesa Nacional de Portugal é uma publicação a cargo do Ministério da Defesa Nacional sobre assuntos militares relativos à defesa.

## História
Foi publicado em Lisboa, após os trâmites organizacionais militares e administrativos, pelo Ministério da Defesa Nacional em 1986.  